# ロマンチシズム
「ロマンチシズム」は、日本のロックバンド・Mrs. GREEN APPLEの9作目のシングル。

## 背景とリリース
前作『僕のこと』から3ヶ月ぶりとなる2019年第2弾シングル。
5000枚完全生産によるUNIVERSAL MUSIC STORE限定商品であるドッグ盤、初回限定盤、通常盤の3形態で発売された。ドッグ盤と初回限定盤には特典として表題曲のミュージック・ビデオとメイキング映像が収録されたDVDが同梱された。また、初回限定盤には通常サイズによる16ページからなるアートブックが付属したデジパック仕様、ドッグ盤にはトールサイズによるアートブックが付属したデジパック特別仕様で発売された。なお、ドッグ盤には限定ハンドタオルが付属された。
| 形態                    | 規格         | 規格品番   |
| ----------------------- | ------------ | ---------- |
| 5000枚完全生産 ドッグ盤 | CD+DVD+GOODS | D2CN-1510  |
| 初回限定盤              | CD+DVD       | UPCH-89403 |
| 通常盤                  | CD           | UPCH-80514 |

## 収録内容
| 全作詞・作曲: 大森元貴。 |                    |           |            |                     |      |
| #                        | タイトル           | 作詞      | 作曲・編曲 | 編曲                | 時間 |
| 1.                       | 「ロマンチシズム」 | 大森元貴  | 大森元貴   | 大森元貴            | 3:35 |
| 2.                       | 「How-to」         | 大森元貴  | 大森元貴   | 大森元貴            | 3:59 |
| 3.                       | 「月とアネモネ」   | 大森元貴  | 大森元貴   | 大森元貴 & 山下洋介 | 4:26 |
| 合計時間:                | 合計時間:          | 合計時間: | 12:01      |                     |      |

| #  | タイトル                           | 作詞 | 作曲・編曲 | 監督               |
| -- | ---------------------------------- | ---- | ---------- | ------------------ |
| 1. | 「ロマンチシズム Music Video」     |      |            | 瀬里義治 (SEP,inc) |
| 2. | 「The Making of "ロマンチシズム"」 |      |            | 友高養治           |

## 楽曲解説
ロマンチシズム
資生堂『シーブリーズ「デオ&ウォーター 運命のくま」編』CMソング。
CMのために書き下ろされた楽曲で、前作「僕のこと」と同時期に制作された。サビでドラムがカントリー調のビートに変わるなど、リズムで力強く押していくアレンジを意識したという。歌詞は人類愛をコンセプトに書かれている。
ミュージック・ビデオはストリートを舞台にしており、ノーカットで上下画面二分割それぞれ違うカメラの角度で同時撮影で行われた。
How-to
エアアジア・ジャパン『「まってろ、アジア。」篇』CMソング。
5thシングル「WanteD! WanteD!」を彷彿させる楽曲。エアアジア・ジャパンのCMソングで、かなり早い段階で完成された。大森が打ち込みで作ったシンセベースに重ねるように髙野のエレキベースが演奏されており、差し引きのバランスを意識したアレンジになっている。
ミュージック・ビデオは中部国際空港で撮影され、エアアジアの機体をバックに、強風に吹かれながらの演奏シーンで構成されている。また、タイのストリートや寺院でのキャストによるダンスシーンも撮影された。
月とアネモネ
2014年に制作されており、お蔵入りされていた楽曲。メジャーデビュー4周年を迎える今作発売年に、今までと違うようなものをシングルとして作りたいという意向のもと収録された。また、この楽曲では山中とのツインボーカル体制を取っている。

## 参加ミュージシャン
Mrs. GREEN APPLE
- 大森元貴：Vocal、Chorus、Electric Guitar & Programming
- 若井滉斗：Electric Guitar
- 山中綾華：Drums & Female Vocal (#3)
- 藤澤涼架：Acoustic Piano、Electric Piano & Programming
- 髙野清宗：Electric Bass

Additional Musician
- 伊藤賢：Additional Synthesizer Programming (#1)
- 陶山隼：Additional Synthesizer Programming (#2)